# Heinz Köppendörfer
Heinz Köppendörfer (* 9. März 1936 in Augsburg; † 17. Juli 2020 ebenda) war ein deutscher Sportjournalist.

## Leben
Köppendörfer spielte bereits als Kind als Torhüter beim TSV Schwaben Augsburg Fußball. Vom Deutschen Fußball-Bund (DFB) wurde er in die Jugend-Nationalmannschaft berufen und lernte dadurch Weltmeistertrainer Sepp Herberger kennen. In der Oberliga Süd, damals die höchste deutsche Spielklasse, stand er für Schwaben Augsburg zwischen den Pfosten; 1958 wechselte er zum BC Augsburg. Seine Fußballer-Laufbahn gab er jedoch während des Studiums auf.
Er absolvierte ein Lehramtsstudium und übte zunächst den Lehrerberuf aus. 1965 wurde er zum Faschingsprinzen der Augsburger Perlachia gekürt. Seine Mitarbeit im Augsburger Kabarett „Die Scheibenwischer“ war das Sprungbrett für die Reporter-Karriere. Sammy Drechsel, Mitglied der Münchner Lach- und Schießgesellschaft und Rundfunk-Mitarbeiter, entdeckte Köppendörfers Talent auf der Bühne. Dadurch war er ab den 1970er Jahren als Reporter für den Bayerischen Rundfunk tätig. Später war er Moderator der Sendung Blickpunkt Sport im Bayerischen Fernsehen und moderierte Sportsendungen im Programm der ARD.
Insgesamt arbeitete der stets mit seiner Heimatstadt verbundene Augsburger fast 40 Jahre für Funk und Fernsehen. Die Stars kamen gerne zu dem fairen und unterhaltsamen Moderator ins Studio. Köppendörfer gab auch Randsportarten einen Raum. Mit 65 Jahren beendete er seine journalistische Tätigkeit, blieb aber aktiv, unter anderem als Buchautor.
Köppendörfer starb nach langer Krankheit in der Nacht zum 17. Juli 2020 im Alter von 84 Jahren.

## Werke
- Köppis Erinnerungen[4]
- Servus Augsburg